# Mirta Macedo
Mirta Macedo (6 tháng 7 năm 1939 – 24 tháng 7 năm 2012) là một nhân viên xã hội, nữ nhà văn và nhà hoạt động nhân quyền người Uruguay. Cô được biết đến nhiều nhất với các tác phẩm của mình, một số trong đó tập trung vào thời gian của cô là một tù nhân chính trị ở Montevideo. Macedo cũng làm việc để vạch trần sự tra tấn và lạm dụng tình dục mà cô và những người phụ nữ khác phải đối mặt trong nhà tù.

## Tiểu sử
Macedo sinh ngày 6 tháng 7 năm 1939 tại Treinta y Tres. Lớn lên ở Treinta y Tres, Macedo cảm thấy rằng có nhiều vấn đề trong thành phố cần được chú ý. Khi cô 20 tuổi, cô chuyển đến Montevideo và bắt đầu học tại Escuela de Servicio Social. Cô cũng tham gia Unión de Jóvenes Comunistas. Macedo trở thành một người chiến binh cộng sản. Cô cũng tham gia vào Frente Ampilo (Broad Front).
Macedo đã bị Órgano Coordinador de Operaciones Antisubversivas (OCOA) bắt giữ vào tháng 10 năm 1975. Cô bị đưa cùng một nhóm tù nhân đến một trong những nhà tù quân đội. Giữa năm 1975 và 1981, Macedo bị giam giữ như một tù nhân chính trị. Trong thời gian ở tù, cô và những người khác bị tra tấn theo nhiều cách khác nhau. Trong cuốn sách của mình, Tiempos de ida, tiempose de vuelta (2002), cô đã viết về về thời gian bị bắt giữ. Cuốn sách năm 2005 của cô, Atando los tiempose: Reflexiones sobre las estrargetias de sobrevivencia en el Penal de Punta de Rieles, 1976–1981, mô tả cách phụ nữ tìm cách sống sót trong nhà tù Punta de Rieles. Năm 2011, Macedo, cùng với ba cựu tù nhân khác, làm chứng trên chương trình truyền hình, Esta boca es mía (Uruguay) rằng họ đã bị tấn công tình dục trong tù. Macedo và những người phụ nữ khác bị giam giữ như các tù nhân chính trị bị buộc tội và đệ đơn khiếu nại chống lại hơn 100 người trong các nhà tù cưỡng hiếp và lạm dụng tình dục.
Macedo qua đời vào ngày 24 tháng 7 năm 2012. Bộ sưu tập các bài tiểu luận, Las Laurencias (2012) do Soledad González Baica và Mariana Risso Fernández biên soạn, dành riêng cho Macedo.